# CIX (гурт)
CIX (кор. 씨아이엑스; лат.: Ssi-a-i-ekseu; вимовляється як «саєкс») — південнокорейський бой-бенд із п'яти учасників, сформований у 2019 році компанією C9 Entertainment. До його складу входять Біекс, Сунхун, Йонхі, Чжіньон та Хьонсок. Гурт дебютував 23 липня 2019 року з мініальбомом Hello Chapter 1: Hello, Stranger. Серед інших к-поп артистів гурт виділяє те, що їхня концепція заснована на творі італійського поета Данте Аліг'єрі «Божественна комедія».

## Назва та фандом
Офіційно стверджується, що СІХ — це абревіатура від «Complete In X» (укр. «Довершені в X» ), крім того, існує версія, що якщо «ІХ» в назві «СІХ» розглядати як римську цифру «9», то можна отримати С9 — назву компанії гурту. Офіційна назва фандому  — FIX, що англійською розшифровується як «Faith In X» (укр.«Віра в Х»). 

## Кар'єра

### Додебютний період
Бе Чжіньон — колишній учасник та переможець 2-го сезону телешоу телеканалу Mnet Produce 101. Він посів 10-е місце в підсумковому рейтингу та у такий спосіб здобув своє місце в утвореній за результатами шоу групі Wanna One. Після розпаду  Wanna One у 2019 році Бе Джіньон дебютував як соліст з альбомом Hard to Say Goodbye, а також провів свій перший азійський тур, що складався із концертів та фан-зустрічей «I'm Young».
У жовтні 2017 року BX під своїм справжнім іменем Лі Бьонґон з'явився як учасник телешоу телеканалу JTBC Mix Nine. Тут він посів 9 місце, отримавши таким чином місце в гурті, що мав дебютувати. Однак цей дебют так і не відбувся. Оскільки Лі Бьонґон та його колега по майбутньому гурті Кім Сунхун були стажувальниками YG, у 2018 році вони змагалися в шоу на виживання YG Treasure Box за право стати учасниками наступного чоловічого гурту цього лейблу — Treasure. Обидва не потрапили до його складу. У листопаді 2017 року, ще стажуючись в YG, Сунхун з'явився в програмі виживання телеканалу Mnet Stray Kids.

### 2019—2020: офіційний дебют та дебют у Японії
У лютому 2019 року C9 Entertainment оголосило про створення нового гурту із тимчасовою назвою C9Boyz. Пізніше назву було змінено на CIX — абревіатуру від «Complete in X». Напередодні дебюту через платформу V Live відбулася трансляція реаліті-шоу Hello CIX. Воно складалося з 10 епізодів.
23 липня відбувся реліз дебютного мініальбому Hello Chapter 1: Hello, Stranger із головним треком «Movie Star». За два місяці було продано 70 тис. копій, що можна вважати помірним успіхом. 24 липня гурт провів свій дебютний шоукейс, а 30 липня СІХ здобули свою першу нагороду музичному шоу The Show.
23 жовтня відбувся японський дебют гурту — із японською версією свого першого мініальбому. До нього було включено оригінальний япономовний трек «My New World».
19 листопада CIX випустили свій другий мініальбом Hello Chapter 2: Hello, Strange Place з заголовною композицією «Numb», присвяченою проблемам корейських підлітків.
1 квітня вийшов перший японський сингл-альбом гурту Revival, до якого увійшов оригінальний японський трек та два японські версії композицій «Numb» та «Black Out».
Перший сольний концерт гурту «Rebel», запланований на 12 та 13 грудня 2020 року, було скасовано у зв'язку із пандемією COVID-19.

### 2021:Hello Chapter Ø: Hello, Strange Dreamта перший повноформатний альбомOK Prologue: Be OK
14 січня 2021 року було оголошено, що 2 лютого CIX повернеться  з четвертим мініальбомом Hello Chapter Ø: Hello, Strange Dream і головним синглом «Cinema». Композиція «Cinema» здобула чимало схвальних відгуків від критиків та оглядачів, а за перший тиждень після релізу було продано близько 40 тис. фізичних копій альбому.
14 квітня 2021 року CIX випустили свій другий японський сингл-альбом All For You.
1 липня 2021 на платформі Universe було оприлюднено їхній рекламний сингл «Tesseract».
17 серпня 2021 року CIX випустили свій перший повноформатний альбом OK Prologue: Be OK із заголовним треком «Wave» та музичним відео на нього. Цей реліз розпочав серію OK із концепцією пошуку виходу із важкої ситуації, тобі як попередня серія релізів Hello відображала тему людей, які опинилися у такій ситуації. За перший тиждень релізу було продано більше 100 тис. фізичних копій альбому. У японському чарті Oricon він посів 20-ту позицію. Концепт цього альбому у офіційних прес-релізах було названо «свіжим» та «молодіжним».
Йонхі зіграв головного чоловічого персонажа на ім'я Хан Джінхо у дорамі «Witch Shop Reopening». Хьонсок знявся у мінідорамі «Best Mistake 3».

### 2022— донині:Pinky Swearта OK Episode 1: OK Not
30 березня 2022 року CIX випустили свій перший японський студійний альбом Pinky Swear.
У Сеулі з 15 по 17 квітня 2022 року СІХ вперше провели низку сольних концертів. Також було анонсовано американський тур <Rebel>.
22 серпня 2022 року CIX випустили свій п'ятий мініальбом OK Episode 1: OK Not із заголовною композицією «458». Цей реліз посів 16-те місце у світовому чарті альбомів iTunes, а також потрапив до чартів кількох країн.
Назва пісні «458» є відсилкою до однієї із моделей автомобіля Ferrari, про яку, власне, і згадується у пісні. Проте, у зв'язку із забороною використовувати назви брендів на корейському телебаченні (якщо не йдеться про пряму рекламу), при виступах на музичних шоу слово «Ferrari» у тексті пісні було замінено на «Misery».

## Учасники
| Сценічний псевдонім | Сценічний псевдонім | Сценічний псевдонім | Ім'я при народженні | Ім'я при народженні | Ім'я при народженні | Дата народження           | Позиція у гурті                      |
| Українською         | Латиницею           | Хангилем            | Українською         | Латиницею           | Хангилем            | Дата народження           | Позиція у гурті                      |
| ------------------- | ------------------- | ------------------- | ------------------- | ------------------- | ------------------- | ------------------------- | ------------------------------------ |
| Біекс               | BX                  | 비엑스              | Лі Бьонґон          | Lee Byounggon       | 이병곤              | 5 березня 1998 (27 років) | Лідер, головний репер                |
| Сунхун              | Seunghun            | 승훈                | Кім Сунхун          | Kim Seunghun        | 김승훈              | 26 лютого 1999 (26 років) | Головний вокаліст                    |
| Йонхі               | Yonghee             | 용희                | Кім Йонхі           | Kim Yonghee         | 김용희              | 17 лютого 2000 (25 років) | Вокаліст, віжуал                     |
| Джіньон             | Jinyoung            | 배진영              | Бе Джіньон          | Bae Jinyoung        | 배진영              | 10 травня 2000 (25 років) | Провідний вокаліст, танцюрист, центр |
| Хьонсок             | Hyunsuk             | 현석                | Юн Хьонсок          | Yoon Hyunsuk        | 윤현석              | 8 вересня 2000 (24 роки)  | Вокаліст, репер, танцюрист, макне    |

## Дискографія

### Повноформатні альбоми

#### Корейські
- OK Prologue: Be OK (2021)

#### Японські
- Pinky Swear (2022)

### Мініальбоми

#### Корейські
- Hello Chapter 1: Hello, Stranger (2019)
- Hello Chapter 2: Hello, Strange Place (2019)
- Hello Chapter 3: Hello, Strange Time (2020)
- Hello Chapter Ø: Hello, Strange Dream (2021)
- OK Episode 1: OK Not (2022)

### Сингл-альбоми

#### Японські
- Revival (2020)
- All For You (2021)